# Barbara Mason
Barbara Mason (Filadélfia, 9 de agosto de 1947) é uma cantora estadunidense de soul, que alcançou vários sucessos nas paradas de R&B e pop nas décadas de 1960 e 1970, sendo mais conhecida por sua canção de sucesso "Yes, I'm Ready", de 1965, escrita por ela mesma. Mason lançou 12 álbuns, incluindo sua estreia em 1965 com o álbum Yes, I'm Ready, e teve 14 hits no top 40 da parada de R&B da Billboard nos Estados Unidos.

## Carreira
Mason inicialmente focou em compor músicas quando entrou na indústria da música ainda na adolescência. Como intérprete, ela alcançou grande sucesso com o lançamento de seu terceiro single em 1965, "Yes, I'm Ready" (número 5 nas paradas pop e número 2 nas de R&B). Ela teve sucesso moderado durante o restante da década com a pequena gravadora Arctic, administrada por seu empresário Jimmy Bishop. Mason alcançou o top 40 da Billboard Hot 100 dos EUA novamente em 1965 com "Sad, Sad Girl" e, em 1967, com "Oh How It Hurts". Uma estadia de dois anos com a National General Records, administrada por uma produtora de filmes, resultou em um álbum e quatro singles que não tiveram sucesso.
Na década de 1970, Mason assinou com a Buddah Records. Ela endureceu sua persona, cantando sobre amor sexual e infidelidade com uma franqueza incomum para a época, em canções como "Bed and Board", "From His Woman to You" e "Shackin' Up", interrompendo suas interpretações para fazer discursos diretos sobre romance. Ela também continuou a compor parte de seu novo material. Curtis Mayfield produziu uma versão de sua própria música "Give Me Your Love" para Mason, o que a trouxe de volta ao top 40 pop e ao top 10 de R&B em 1973; "From His Woman to You" (a resposta ao single "Woman to Woman", de Shirley Brown) e "Shackin' Up", produzidas pelo ex-produtor da Stax Don Davis, em Detroit, também foram grandes sucessos de soul em meados dos anos 1970.
Mason também cantou os vocais nas faixas "Sheba Baby", "I'm in Love with You", "A Good Man Is Gone", e "She Did It" na trilha sonora do filme de Pam Grier de 1975, Sheba, Baby.
Após alcançar mais dois hits no top 10 de R&B com seu álbum de 1975, Love's the Thing, Mason deixou a Buddah Records e assinou com uma sucessão de gravadoras menores. Ela continuou a aparecer nas paradas periodicamente com mais sucessos moderados. Entre eles, "I Am Your Woman, She Is Your Wife", que foi produzido em 1978 por Weldon McDougal (que havia produzido seu primeiro grande sucesso, "Yes I'm Ready") e outra canção de resposta – desta vez ao single de Richard "Dimples" Fields de 1980, "She's Got Papers on Me" – intitulada "She's Got the Papers (But I Got the Man)". Em 1984, ela deu continuidade a sua própria canção de resposta com a faixa "Another Man", pela West End Records. "Another Man" permanece como seu último single a entrar nas paradas até o momento.
Mason começou a se concentrar em administrar sua própria editora musical no final dos anos 1980. Ela lançou um novo CD, Feeling Blue, em setembro de 2007. Mason ainda se apresentava para plateias lotadas em 2016, com seu show mais recente no Terrance Theater, em Long Beach, Califórnia. Ela foi introduzida no Soul Music Hall of Fame em 1.º de março de 2016.

## Discografia

### Álbuns de estúdio
- 1965: Yes, I'm Ready - US #129
- 1968: Oh, How It Hurts - R&B #42
- 1970: If You Knew Him Like I Do
- 1973: Give Me Your Love - US #95, R&B #17
- 1974: Lady Love - R&B #29
- 1974: Transition
- 1975: Love's the Thing - US #187, R&B #42
- 1977: Locked In This Position - com Bunny Sigler
- 1978: I Am Your Woman, She Is Your Wife
- 1980: A Piece Of My Life
- 1980: Yes I'm Ready
- 1984: Another Man
- 1984: Tied Up
- 2007: Feeling Blue
- 2013: Bedroom Gems from Lady Love

### Singles
- 1965: "Girls Have Feelings Too" - R&B #31
- 1965: "Sad, Sad Girl" - US #27, R&B #12
- 1965: "Yes, I'm Ready" - US #5, R&B #2
- 1968: "Oh, How It Hurts" - US #59, R&B #11
- 1970: "If You Knew Him Like I Do" - R&B #38
- 1970: "Raindrops Keep Fallin' on My Head" - R&B #38
- 1972: "Bed and Board" - US #70, R&B #24
- 1973: "Child of Tomorrow" - R&B #79
- 1973: "Give Me Your Love" - US #31, R&B #9
- 1975: "From His Woman to You" - US #28, R&B #3
- 1975: "Make It Last" - R&B #35
- 1975: "Shackin' Up" - US #91, R&B #9
- 1975: "We Got Each Other" - R&B #38
- 1978: "I Am Your Woman, She Is Your Wife" - R&B #14
- 1981: "I'll Never Love the Same Way Twice" - R&B #54
- 1981: "She's Got the Papers (But I Got the Man)" - R&B #29
- 1984: "Another Man" - R&B #68; UK #45